# 風の慕情
『風の慕情』（かぜのぼじょう）は、1970年7月1日公開の日本映画。製作・配球は松竹で、吉永小百合と石坂浩二が主演。
橋田壽賀子のオリジナル脚本で、戦争孤児の悲劇を描く。日活がロマンポルノ路線へ転じたため吉永が松竹で撮影したものである。

## あらすじ
由布子はお見合いをして求婚されるが、まだ会ったことのない姉の意見を聞くため、姉が住むオーストラリアに発つ。姉は5歳の時から戦争のため行方が知れず、のち手紙のやりとりだけするようになったが写真は送ってくれなかった。機内で郷田という日本人男性から声をかけられ、シドニー空港へ降り立つと、西条という男に声をかけられる。だが姉は手紙の住所にはおらず、由布子は謎の西洋人にあとをつけられる。西条が残したメモの字が姉の手紙と同じであることに由布子は気づき、郷田に相談すると、もう西条とは会わないほうがいいと言われる。
西条と由布子がレストランに入っていると、姉と同年配の女性が男たちと入ってくる。あとから郷田が来て、あれは複数の男の愛人をしている淫売みたいな女だと言うので、激昂した西条と殴り合いになる。女はやはり姉のゆきだったが、それを告げないままマニラへ行ってしまう。由布子と西条は飛行機であとを追うが、姉は自殺したあとだった。

## キャスト
- 吉永小百合 - 長谷由布子
- 石坂浩二 - 西条直紀
- 尾崎奈々 - 八田則子
- 森次浩司 - 郷田実
- 入川保則 - 大森源吉
- 香山美子 - 長谷ゆき
- 渚まゆみ - 木村初子

## スタッフ
- 製作: 樋口清
- 監督: 中村登
- 脚本: 橋田壽賀子
- 撮影: 竹村博
- 音楽: いずみたく
- 美術: 横山豊
- 録音: 田中俊夫

## 同時上映
- 『花の不死鳥』